# Haptic Touch
Haptic Touch ist eine Technologie für Smartphones des US-amerikanischen Unternehmens Apple für dessen iPhones, die mit dem iPhone XR in die Produktreihe eingeführt wurde. Sie bietet dem Anwender die Möglichkeit durch längeres Drücken verschiedene Funktionen auszuführen. 
Aktiviert wird Haptic Touch über ein langes Tippen und ist überall dort verfügbar, wo auch 3D Touch verfügbar war. Damit dauert es bei Haptic Touch länger als bei 3D Touch, bis die Funktion ausgeführt wird. Die Druckempfindlichkeit lässt sich nicht mehr einstellen.
Anders als 3D Touch ist Haptic Touch auch auf Apples iPads verfügbar, jedoch mangels Taptic Engine ohne haptisches Feedback. Je nach Gerät kann der Funktionsumfang variieren. So unterstützt das iPhone SE (2020) Haptic Touch nicht in dem Umfang der teuren iPhones.
Mit der Einführung von iOS 13 wurde 3D Touch auf allen unterstützen iPhones deaktiviert und durch Haptic Touch ersetzt.